# 保罗·钱伯斯
保罗·钱伯斯（1935年4月22日—1969年1月4日）是美国爵士乐音乐家、作曲家。